# Dan-Bogdan Hanu
Dan-Bogdan Hanu (n. 24 mai 1962, Rădăuți) este un scriitor român.

## Date biografice
Dan-Bogdan Hanu s-a născut la data de 24 mai, 1962 în Rădăuți. Tatăl, Constantin Hanu, a fost proiectant și fost deținut politic între anii 1947-1953 (încarcerat al penitenciarelor Aiud, Jilava, Pitești, Gherla, Suceava, Canal); mama, Rodica Silvia Hanu (născută Palamaru), inginer chimist. Școala primară și gimnaziul le-a absolvit la Bacău (1969-1977).
Termină liceul de matematică-fizică “George Bacovia” din Bacău (1977-1981) iar apoi Facultatea de Geografie – Geologie, Secția de Inginerie Geofizică din cadrul Universității din București, în perioada 1982 – 1987. Din octombrie 1987 și până în aprilie 1991 este inginer coordonator de echipă la Secția Prospecțiuni Magnetometrice a IPGG București (actualmente „Prospecțiuni S.A.”).
În decembrie 1999 devine doctor în Magnetometrie cu teza de doctorat: Posibilități și limitări ale prospecțiunii magnetometrice în investigarea structurilor de platformă, la Universitatea București (teză de doctorat susținută în fața colectivului Catedrei de Geofizică). Din februarie 2003 este membru al Uniunii Scriitorilor din România. Colaborează la: "Antiteze", "Ateneu", "Bucovina literară", "Caiete medieșene", "Contrapunct", "Convorbiri literare" (unde, în perioada septembrie 1999 – aprilie 2002 susține rubrica de critică a debuturilor, iar din mai 2002, o rubrică de critică de poezie), "Cronica", "Dacia literară", "Discobolul", "Euphorion" (unde, începând din 2002, figurează în colegiul de membri corespondenți), "Ex Ponto", "Hyperion", "Însemnări ieșene", "Kitej-grad" (revistă a comunității rușilor lipoveni din România, unde apare cu poeme traduse în limba rusă), "Luceafărul", "Meridian 27" (supliment cultural al "Ziarului de Bacău"), "Norii" (revistă electronică din New York, SUA, devenită începînd cu 2003 "Clouds magazine" și unde îi apar poeme traduse în limba engleză), "Paradigma", "Poezia", "Poesis", "România literară", "Tomis", "Vatra", "Viața Românească", "Vitraliu", "Ziua literară". Este prezent în antologiile “Biblioteca revistei Convorbiri literare” pe 2002, Editura revistei Convorbiri literare, Iași, 2003 și "Dosarul Cenaclului Euridice", vol. I, Editura Ziua, București, 2003.

## Cărți publicate
- Vindecarea de simetrie, poeme, Editura Cronica, Iași, 1999 (cu o prefață de Emil Iordache și o prezentare, pe ultima copertă, de Lucian Vasiliu);
- Portret în cuțit, poeme, Editura Vinea, București, 2001;
- Cartea invaziilor, poeme, Editura Vinea, București, 2004 (cu o prefață de Al. Cistelecan);
- Eyeless in Paris, jurnal, Editura Vinea, București, 2006.
- Poeme traduse în limba engleză, în revista electronică "Norii";
- Poeme traduse în limba engleză de un colectiv coordonat de prof. dr. Lidia Vianu, în vederea întocmirii unei antologii de poezie românească, publicabilă la o editură britanică sau americană.

## Premii literare
- Premiul pentru poezie al Societății Culturale "Junimea ‘90", Iași, septembrie 1993;
- Premiul editurii "Cronica" pentru manuscrisul volumului Vindecarea de simetrie, la ediția iunie 1999 a concursului "Porni Luceafărul", Botoșani;
- Premiul național de poezie "Mihai Eminescu", ediția ianuarie 2000, pentru volumul de debut Vindecarea de simetrie, 1999 (președinte de juriu Laurențiu Ulici);
- Premiul revistei "Tomis" și al Filialei Dobrogea a Uniunii Scriitorilor, la a VII-a ediție a Colocviilor Tomitane, decembrie 2001, pentru volumul Portret în cuțit, 2001;
- Premiul "George Bacovia" pentru poezie, acordat de revista "Ateneu", octombrie 2003;
- Premiul pentru poezie pentru anul 2003 oferit de revista electronică "Clouds Magazine", New York.